# ResearchGate
ResearchGate （リサーチゲート）は、科学者・研究者向けのソーシャル・ネットワーク・サービスで、原著論文の共有や質問・回答、協力者の募集などが可能になる。ResearchGate はFacebook、Twitter、LinkedInなどのサービスにある「プロフィールページ」「コメント」「グループ」「いいね!ボタン」 「フォロー」などの機能を混合したサービスになっている。登録メンバーは生データや失敗した実験結果なども、それを公開することによって他の研究者が同じ過ちを繰り返さないために、成功した結果と同じように共有することを勧められている。マイクロソフトの共同設立者であるビル・ゲイツは ResearchGate への投資者の一人である。
ResearchGate 社は Ijad Madisch によって2008年に設立された。Madisch は科学者が雑誌にお金を払って研究データを出版するのではなく、自分のサイトで研究結果やデータを出版する将来像を描いている。

## 概要
ResearchGate は2008年にボストンで設立された。2013年現在、本部はベルリンに置いている。
2010年9月8日、ResearchGate は最初の資金調達プロジェクトであるシリーズAを完了したと発表した。続く2012年2月22日には第2の資金調達プロジェクト、シリーズBを完了したと発表し、2013年6月4日には、3500万ドルを目標額としたシリーズCを締め切った。このシリーズCではビル・ゲイツらからも融資を受けた。
2012年現在の ResearchGate の取締役会には、ベンチャーキャピタルのベンチマークのジェネラル・パートナーで、元Facebook幹部のマット・コーラー、創設者の Madisch、それにFounders FundのパートナーでPayPalの創設者でもある Luke Nosekらが名を連ねる。 
ResearchGate はジョブボードや会議スペースを提供し、バイオテクノロジー関連機器メーカーと科学者とを結びつけることで収益を得ることができないか調査していると言われている。
2016年時点での公称利用者数はおよそ900万人。2015年から2016年にかけて2万人以上を対象に実施された調査では、調査対象者の3分の2はResearchGateの利用経験があったと報告されている。

## 批判
科学者や研究者の中には、このようなソーシャル・ネットワーク・サイトの必要性について懐疑的な見方を示す人もいる。『フォーブス』に掲載された記事の中で、神経科学者の Bradley Voytek は「ResearchGateは研究者の仕事の邪魔になる」と言い、研究者は新しい技術に適応することは時間や注意力をそがれるため、そのような技術に対して保守的であるとの意見を示した。

## 競合サービス
- Mendeley
- Academia.edu